# Tezontepec de Aldama
Tezontepec de Aldama är en ort i Mexiko.   Den ligger i kommunen Tezontepec de Aldama och delstaten Hidalgo, i den sydöstra delen av landet, 90 km norr om huvudstaden Mexico City. Tezontepec de Aldama ligger 2 006 meter över havet och antalet invånare är 25 511.
Terrängen runt Tezontepec de Aldama är platt åt sydost, men åt nordväst är den kuperad. Runt Tezontepec de Aldama är det ganska tätbefolkat, med 214 invånare per kvadratkilometer. Närmaste större samhälle är Tula de Allende, 17,1 km söder om Tezontepec de Aldama. Trakten runt Tezontepec de Aldama består till största delen av jordbruksmark.